# Olle Rolén
Erik Olof Anders "Olle" Rolén, född 21 oktober 1944 i Duved, är en svensk alpin skidåkare som tävlade för Åre slalomklubb, vann sju stycken svenska mästerskap och deltog i tre olympiska spel, 1964, 1968 och 1972. Efter åren som aktiv skidåkare blev han tränare, bland annat för Ingemar Stenmark, och 1975 fick han TT:s idrottsledarpris. Han har sedan varit tävlingsarrangör och arrangerat flera världscupstävlingar i Åre. Han var engagerad i Åres ansökningar till OS och ledande när Åre fick Världsmästerskapen i alpin skidsport 2007.

## Svenska mästerskap
Olle Rolén vann sammanlagt sju stycken svenska mästerskap, han tävlade i alla de tre disciplinerna som kördes under hans aktiva tid och 1965 vann han guld i samtliga: slalom, storslalom och störtlopp.
- 1962 - Storslalom
- 1965 - Storslalom
- 1965 - Slalom
- 1965 - Störtlopp
- 1967 - Störtlopp
- 1970 - Slalom
- 1971 - Storslalom